# Fureai kippu
Fureai kippu (en japonaisふ れ あ い 切 符: tickets de relation cordiale) est une monnaie sectorielle japonaise créée en 1995 par la fondation Sawayaka Welfare afin de promouvoir un système de crédits favorisant l'aide des personnes âgées. 
L'unité de compte de base est une heure de service à une personne âgée ou handicapée. Parfois, les aînés s'entraident et gagnent ces crédits, parfois les aidants, en bonne santé, transfèrent les crédits gagnés à leurs propres parents qui vivent ailleurs. Les crédits peuvent aussi être thésaurisés, les aidants les conservant en prévision de futures maladies ou lorsqu'ils deviendront eux-mêmes âgés et qu'ils voudront les échanger contre des services. On peut obtenir des crédits par exemple en faisant les courses à une femme âgée qui n'a plus de permis de conduire: le nombre de crédits gagnés dépend du type de service et du nombre d'heures passées. 
De manière surprenante, les récipiendaires ont préféré les services fournis lorsqu'ils sont payés en Fureai Kippu plutôt qu'en yen. Cela peut être dû aux relations personnelles différentes. Convertir ce service communautaire en yen semble diluer l'éthique communautaire.
Il existe deux chambres de compensation informatisées qui envoient les crédits d'un côté du Japon à l'autre.